# Pauline Andrinet
Pauline Andrinet (* 1904 in Urlau; † 1999 in Leutkirch im Allgäu) war eine deutsche Dienstmagd, Küchenhilfe, Erntehelferin und Tagelöhnerin. Sie war die letzte Bewohnerin und Eigentümerin des nach ihr benannten Hauses Andrinet, eines von 16 ins Bauernhaus-Museum Allgäu-Oberschwaben Wolfegg in Wolfegg im Landkreis Ravensburg umgesetzten Häuser.

## Leben

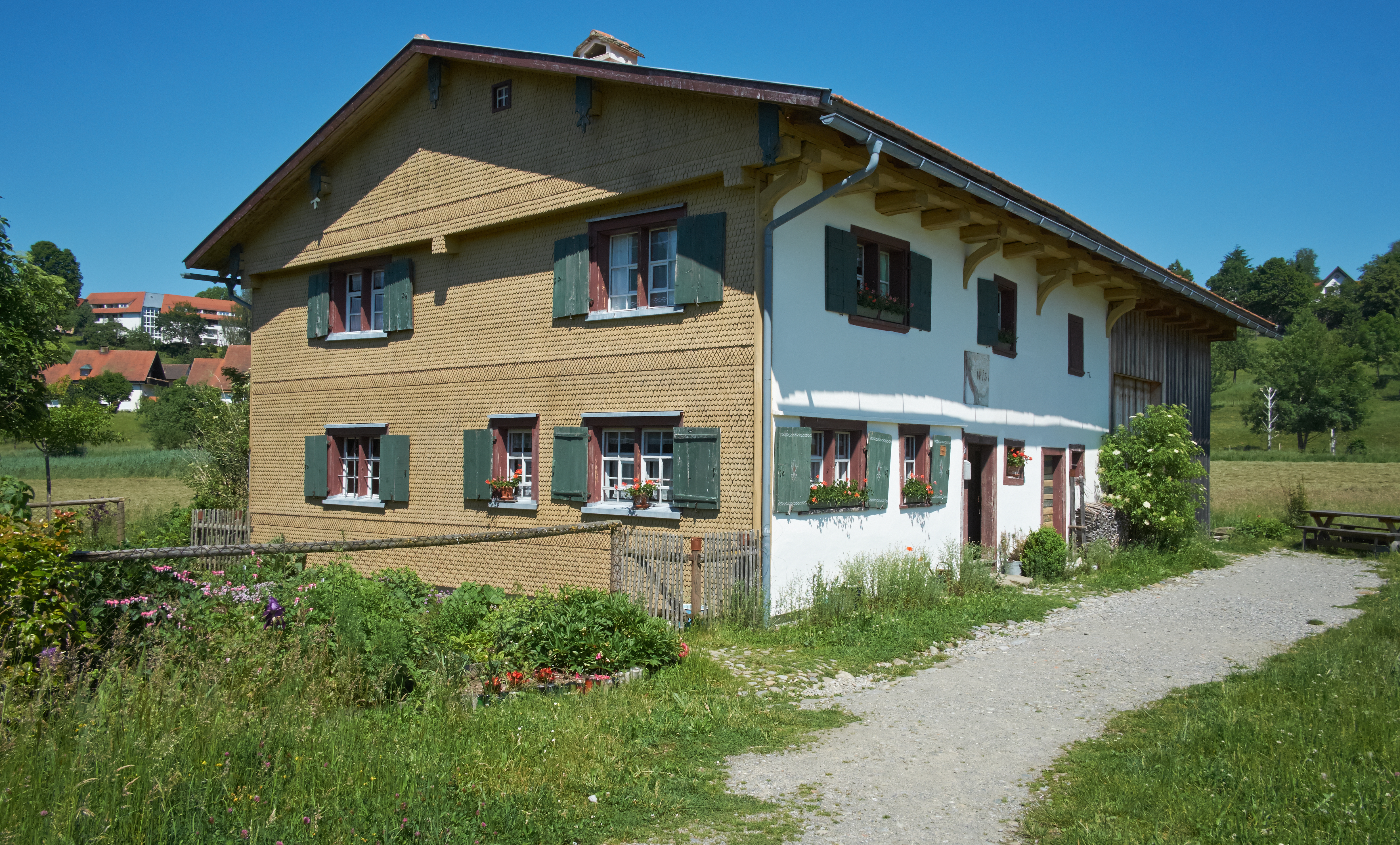
Haus Andrinet (2013)

Andrinet wuchs die ersten drei Jahre auf dem Kleinbauernhof der Großeltern in Urlau auf. Sie hatte noch eine ältere Schwester. Ihre Mutter war die ledige Dienstmagd Anna Maria Halder. Da die Ehe ihres Onkels, des Urlauer Zimmermeisters Jakob Andrinet zunächst kinderlos geblieben war, nahmen diese die Nichte an Kindes statt an. Nach sieben Jahren erfüllte sich der Kinderwunsch Jakob Andrinets. Im Alter von zwölf Jahren begann Adrinet als Hüte- und Kindermädchen bei Urlauer Bauern zu arbeiten. Mit sechzehn Jahren erhielt sie ihre ersten Anstellungen als Dienstmagd außerhalb von Urlau in den benachbarten Dörfern. Als ihre Mutter 1927 schwer erkrankte, half sie bei der Pflege, bis diese 1930 verstarb. Um diese Zeit erkrankte auch ihr Stiefvater Franz Joseph Halder, den sie auch nebenher pflegte. Ab 1931 nahm sie wieder festen Wohnsitz im Haus Andrinet und erhielt 1935, als Halder, starb dessen Bauernhaus, später Haus Andrinet genannt.
Das um 1740 von Leinenwebern als Flachdachhof erbaute Haus hatte 1935 etliche Umnützungen hinter sich und diente den Bewohnern als reines Wohnhaus. Zur Erbauungszeit war das Dach mit Holzschindeln bedeckt und die Holzbohlenwände und das Fachwerk nicht verputzt.
In ihrem weiteren Leben arbeitete Andrinet von 1942 bis 1945 als Küchenhilfe in der Munitionsanstalt Urlau und nach Kriegsende als Ernte- und Tagelöhnerin. Aufgrund der prekären Beschäftigungen war es ihr nicht möglich, das Haus wie die umliegenden Häuser mit elektrischem Licht, Fließwasser und sanitären Anlagen auszustatten. Im Jahre 1983 erbte sie von ihrer Cousine Viktoria Andrinet ein Geldvermögen. Mit diesem Geld konnte sie in ein benachbartes Altersheim umziehen. Ihr Haus verfiel allmählich, bis es in den Jahren 2004 nach Wolfegg umgesetzt wurde, nachdem es das dortige Museum schon im Jahre 1996 erworben hatte. Andrinet verstarb 1999.